# 格蘭貝克湖 (前波美拉尼亞-格賴夫斯瓦爾德縣)
53°20′N 14°16′E / 53.333°N 14.267°E
格蘭貝克湖（德語：Glambecksee），是德國的湖泊，位於該國東北部，由梅克倫堡-前波美拉尼亞州負責管轄，處於前波美拉尼亞-格賴夫斯瓦爾德縣，面積0.04平方公里，海拔高度24米，最大水深5.2米，湖岸線長度0.9公里。